# اکتاش (کاهتا)
اکتاش، کاهتا (به لاتین: Aktaş, Kahta) یک منطقهٔ مسکونی در ترکیه است که در استان آدیامان واقع شده‌است.